# ベイビーわるきゅーれ 2ベイビー
『ベイビーわるきゅーれ 2ベイビー』（英題：Baby Assassins 2 Babies）は、阪元裕吾監督による日本のアクション映画。2023年3月24日に公開された。主演は、前作『ベイビーわるきゅーれ』に引き続き、髙石あかりと伊澤彩織が務める。
2023年3月7日には、池袋シネマ・ロサにて、完成披露会が行われ、監督を務めた阪元裕吾や、主役の髙石あかりと伊澤彩織、そして、本作の敵役を演じる丞威と濱田龍臣が登壇した。

## あらすじ
うだつの上がらない殺し屋アルバイターの神村ゆうりと、弟のまこと。先行きの見えない日々に不安を覚えつつ、彼らは仲介役の赤木と共にのし上がりを夢見ていた。
ある日、簡単な殺しの依頼を受けた彼らはなんとか依頼を成功させるも、殺し屋協会の伝達ミスによるターゲット違いにより、報酬は支払われなかった。不満を述べるゆうりたち。赤木はそんな彼らに、「正規の殺し屋を殺せば、空いた枠に繰り上がりになる」噂と、「台東区で活躍する別次元の腕を持った女殺し屋コンビ」の話を聞かせる。
その殺し屋コンビこそ、ベイビーわるきゅーれの主人公、杉本ちさと・深川まひろであった。神村兄弟は、二人を殺して正規の枠を狙うことに。
一方、ちさと・まひろは相変わらずの社会不適合者ぶりを発揮していた。過去に入会してほったらかしにしていたスポーツジムの会費と、いつの間にか切り替わっていた保険料で大金を支払わなければならなくなり焦る二人。期日ギリギリに銀行に駆け込めば、なんとそこには銃器で武装した銀行強盗がやって来た。さっさと支払いがしたい二人は強盗を打ち倒すが、組織からは「勝手に仕事をした」として謹慎処分を食らってしまう。
借金を負ってしまった二人は、仕方なくアルバイトをすることになるも、持ち前の不器用さから上手くいかず、しかも稼いだお金はちさとがギャンブルで使ってしまう始末。またも険悪になる二人に、神村兄弟の魔の手が迫る。
兄弟の襲撃を難なく返り討ちにした二人。しかし、隙を突いて逃走した神村兄弟に、田坂が銃撃されて重傷を負う。復讐のため兄弟を探す二人は、やがて廃工場まで彼らを追い詰めた。
謹慎中は決して仕事をしてはならないという禁則を破ろうとする二人だったが、規則に則って田坂が二人に依頼をしたことで、神村兄弟と戦うことになる。
ちさと・まひろの圧倒的な実力に劣勢になる神村兄弟。だが、ちさとに重傷を負わせたことで、まひろとゆうりが格闘戦で一騎打ちをすることに。壮絶な殴り合いの末、激闘を制したのはまひろであった。紙一重の戦いの後、奇妙な輪が芽生えた四人はしばし歓談する。そして訪れる始末の時、凄腕の二人と渡り合った神村兄弟は、満足感を胸に射殺されたのであった。

## キャスト
杉本ちさと
演 ‐ 髙石あかり
まひろとコンビを組む美少女殺し屋。「台東区で活動する別格の殺し屋」として名が知れており、兄弟の襲撃時も難なく返り討ちにした。本作では賭け将棋にハマるが、全く才能がなく、なけなしのバイト代を勝手につぎ込んだ上に嘘をついたことでまひろに激怒される。
深川まひろ
演 ‐ 伊澤彩織
ちさととコンビを組む美少女殺し屋。なんとなく気配を察して神村兄弟の襲撃を返り討ちにする。ギャンブル禁止の約束を破ったちさとに激怒し、着ぐるみ姿で殴り合うも、愚行を犯す彼女を見捨てない友情を持つ。
終盤、神村兄弟に追い詰められた際は、彼らを讃える言葉を発する。まことと同じくCIAOちゅ〜るをそのまま食べる奇癖を持つ。
神村ゆうり
演 ‐ 丞威
うだつの上がらない殺し屋アルバイト。弟のまこと、仲介役の赤木と共にのし上がりを夢見る。主に格闘技で戦う。序盤は素人のチンピラに手こずるなど、実力はさほどでもないが、終盤、覚悟を決めた時にはまひろと互角以上に渡り合うなど、成長を見せた。まことよりは社会慣れしている様子を見せる。
神村まこと
演 ‐ 濱田龍臣
ゆうりと共に殺し屋アルバイターを営む。年齢に反して幼い面があり、いつも着ているシャツに描かれた猫に餌をやるなど、奇癖を持つ。のし上がった暁には、向井さくらをデートに誘おうとしていた。
中学時代はゆうりと共にバスケ部に入っており、自身を鼓舞するため、その時の掛け声を発する。
田坂守
演 ‐ 水石亜飛夢
協会に属する清掃スタッフ。説教が長く、若い少女たちにナメられっぱなし。本作では、過去に殺し屋であったことが匂わされる。
逃亡するゆうり・まことを追うも、彼らに銃を奪われて重傷を負わされる。その際、咄嗟に致命傷を避けながらも、茉奈をからかうために自身の死亡診断書を書かせようとした。終盤、謹慎中で殺しのできないちさと・まひろに、自腹で神村兄弟の抹殺を依頼する。
宮内茉奈
演 ‐ 中井友望
田坂の後輩の清掃スタッフ。ゆるい雰囲気を出す今どき女子だが、仕事は有能。煮え切らない田坂に苛立ちを感じる場面も。
一度捕らえたものの逃走した神村兄弟に向けて、躊躇なくサブマシンガンで発砲し田坂を慌てさせるほどに豪胆な一面も持つ。
須佐野
演 ‐ 飛永翼
ちさと・まひろのサポート役。言いつけを破って銀行強盗を倒した二人に謹慎を言い渡す。
赤木
演 ‐ 橋野純平
神村兄弟をサポートする仲介役。協会からは完全にナメられており、ターゲットの伝達ミスで報酬が支払われないなども日常茶飯事の模様。噂を信じて神村兄弟をちさと・まひろにけしかけるも失敗。そのまま協会に捕まり始末されて川に遺棄される。
遺体は神村兄弟がドラム缶で火葬し、弔われた。
向井さくら
演 ‐ 安倍乙
実家の定食屋で働く女性。まことの片想い相手。
松本さん
演 ‐ 渡辺哲
商店街でちさと・まひろを雇用した老人。老年ながら、『花束みたいな恋をした』に影響されるミーハーな一面を持つ。
バイト中に着ぐるみの状態でハイレベルな喧嘩をしたちさと・まひろをクビにした際に鉄拳制裁を加えたらしく、カタギでありながらプロの殺し屋であるちさとが「松本さん強かったな」と殴られた右頬を擦りながら感想をこぼす程に腕っぷしが強かった事がうかがえる。

## スタッフ
- 監督・脚本 - 阪元裕吾
- アクション監督 - 園村健介
- 製作 - 奥村雄二、人見剛史、松原憲、小林未生和
- エグゼクティブプロデューサー - 鈴木祐介
- プロデューサー - 角田陸、後藤剛
- 音楽プロデューサー - 松原憲
- 音楽 - SUPA LOVE
- 撮影 - 伊集守忠
- 照明 - 日比野博記
- 録音 - 五十嵐猛吏
- 美術 - 岩崎未来
- スタイリスト - 入山浩章
- ヘアメイク - 赤井瑞希、仁部遥香
- ガンエフェクト・編集・VFX - 遊佐和寿
- 音響効果 - 吉田篤史
- アクションコーディネーター - 川本直弘
- 助監督 - 工藤渉
- 制作 - 新関収一、小玉直人
- スチール - 富山龍太郎

## 音楽
- 主題歌 - 新しい学校のリーダーズ「じゃないんだよ」
  - 新しい学校のリーダーズは本人役として、劇中のシーンにも出演。
- オープニングテーマ曲 - KYONO「2bRaW feat. N∀OKI（ROTTENGRAFFTY）」

## 公開
2023年3月25日に、本作の公開を記念して、東京の新宿ピカデリーにて舞台挨拶が行われ、阪元裕吾監督や、髙石あかりと伊澤彩織の主役コンビ、敵役の丞威と濱田龍臣、水石亜飛夢、主題歌を担当する新しい学校のリーダーズが登壇した。

## 制作エピソード
阪元裕吾監督は本作に強い影響を与え、リスペクトしている作品として『新しき世界』や『花束みたいな恋をした』、『RRR』、『甘い人生』を挙げている。また、もし『3』を製作する場合は『ウィンター・ソルジャー』をリスペクトした上で制作に取り掛かりたいと述べている。